# Керимова, Гюльсадаф Мухтар кызы
Гюльсадаф Мухтар кызы Керимова (азерб. Gülsədəf Muxtar qızı Kərimova; род. 23 августа 1990) — азербайджанская дзюдоистка, серебряная призёрка Исламских игр солидарности 2017 года в командном зачёте, участница летней Универсиады 2013, принимала участие на чемпионате мира 2017 года.

## Биография
Гюльсадаф Керимова родилась 23 августа 1990 года. В 2011 году была назначена тренером сборной Азербайджана по универсальному бою. В 2012 году выиграла Гран-при Баку в весовой категории до 78 кг.
В 2013 году на Всемирной Универсиаде в Казани Керимова в борьбе на поясах выступала в весовой категории до 66 кг и в первой же схватке проиграла Нестан Киязовой из Киргизии, завершив выступление.
В 2017 году Гюльсадаф Керимова была включена в состав национальной сборной Азербайджана и приняла участие на Исламских игр солидарности 2017 года, проходивших в мае в Баку. В командном соревновании она в финале уступила Шюкран Бакаджак из Турции и вместе с остальными членами команды довольствовалась серебром. В этом же году Керимова заняла 5-е место на турнире Большого шлема в Баку, проиграв в схватке за бронзу в весовой категории до 63 кг своей соотечественнице Ханым Гусейновой.
В 2017 году приняла участие на проходившем в Будапеште чемпионате мира. Здесь она также выступала в весовой категории до 63 кг и в первой же схватке проиграла иппоном Анрикелисе Барриос из Венесуэлы.